# عين الروم
عين‌ الروم هي قرية في مقاطعة أشنوية، إيران. يقدر عدد سكانها بـ 98 نسمة بحسب إحصاء 2016.